# Бычок-сурман
Бычо́к-сурма́н (лат. Ponticola cephalargoides) — вид лучепёрых рыб из семейства бычковых.

## Описание
Длина тела до 25 см. Тело удлинённое, довольно высокое и массивное, едва сжатое с боков. Голова не уплощена, её высота больше ширины. Щеки выпуклые, глаза большие. Рыло равно или чуть больше диаметра глаза. Рот большой. Верхняя губа широкая, её высота постепенно увеличивается спереди назад. Уголки рта под зрачком глаза. Хвостовой стебель заметно сжат с боков, короткий и высокий. В общем фоне окраски преобладает оливковый цвет с желтоватыми и коричневатыми пятнами на верхней части тела и многочисленными мелкими пятнами на боках. Первый спинной плавник с узким желтовато-оранжевым верхним краем, на втором спинном плавнике есть узкие черточки, которые не образуют правильных рядов, по его верхнему краю никогда не бывает светлой каймы. Во время размножения самцы темнеют.

## Ареал
Чёрное и Азовское моря.
Обитает вдоль берегов Чёрного моря от районов Дуная, Днестра, Одессы (известен с Одесского залива, Днестровской банки, Березанского лимана) до Керченского пролива включительно (известен у Севастополя и Карадага), а также в юго-западной части Азовского моря (мыс Казантип) и изредка отмечался вдоль северных берегов последнего (Бердянск, коса Обиточная).

## Биология
Морская донная жилая рыба прибрежной зоны, которая встречается в водах с соленостью 3—15 ‰. Держится участков с щебинистим, галечным или каменистым грунтом, обычно на заметном расстоянии от берегов, в том числе и на так называемых банках. При охлаждении воды откочевывает на большие глубины, весной возвращается на мелководье. Половой зрелости достигает в возрасте двух лет, самки при длине 8 см. Размножение с марта до начала мая. Плодовитость у самок длиной 13,5—18 см равна 300—1000 икринок в зависимости от размера самок. Нерест порционный, икра откладывается двумя порциями среди камней. Питается преимущественно ракообразными, а также червями, моллюсками и мелкой рыбой.